# RK Vardar
RK Vardar (HC Vardar) (Macedonisch: РК Вардар ) is een handbalvereniging uit Skopje, Noord-Macedonië. Het team is de huidige regionale houder van de SEHA League-titel en neemt ook deel aan de EHF Champions League. Vardar is het succesvolste team in het land dat twaalf Macedonische titels en dertiennationale bekers heeft gewonnen.

## Erelijst
- VIP Super League

1998/99, 2000/01, 2001/02, 2002/03, 2003/04, 2006/07, 2008/09, 2012/13, 2014/15, 2015/16, 2016/17, 2017/18
- Beker van Macedonië

1997, 2000, 2001, 2003, 2004, 2007, 2008, 2012, 2014, 2015, 2016, 2017, 2018
- Macedonische Supercup

2017, 2018, 2019

### Europese competities
- EHF Champions League

2016/17, 2018/19
- SEHA League

2011/12, 2013/14, 2016/17, 2017/18, 2018/19